# Vodní nádrž Všechlapy
Vodní nádrž Všechlapy je vodní dílo na potoce Bouřlivec v Ústeckém kraji České republiky, nacházející se v okrese Teplice u obce Zabrušany a její části Všechlapy, po nichž byla vodní nádrž pojmenována. Je spravována státním podnikem Povodí Ohře.

## Účel a využití
Její stavba probíhala v letech 1958 až 1961, projektována byla podnikem Báňské projekty Teplice (pobočka Praha-Podolí) a jejím dodavatelem byly Vodní stavby Sezimovo Ústí. Hlavním účelem vodního díla je zajištění minimálního průtoku na potoce Bouřlivec a zajištění souvislého odběru vody pro nedalekou tepelnou elektrárnu Ledvice a společnost AGC Flat Glass Czech. Vedlejším účelem je výroba elektrické energie v malé vodní elektrárně (2 turbíny Cink systému Banki, jejich maximální dosažitelný výkon je v závislosti na hydrologických podmínkách 46 kW) a snížení povodňových průtoků na potoce Bouřlivec. Vodní nádrž také měla zajišťovat havarijní zásobování vodou Elektrárny Ledvice v případě poruchy Labského vodovodu a vodu odebírala také úpravna uhlí Ledvice a Státní statek Bílina pro zavlažování v letních měsících.

## Hráz
Zásobní prostor vodní nádrže je 0,484 mil. m³, jehož zatopená plocha činí 18,8 ha, a celkový prostor je 1,371 mil. m³, jehož zatopená plocha činí 35 ha. Kóta dna nádrže je 203,6 m n. m., hladina zásobního prostoru 211,6 m n. m., a maximální hladina 214,57 m n. m. Hráz vodního díla je přímá, zemní, sypaná. Kóta koruny hráze je 215,52 m n. m., délka koruny hráze činí 170 metrů, šířka 5 metrů a maximální výška hráze nad terénem je 11,8 metrů.

## Hydrologické údaje
Nádrž shromažďuje vodu z povodí Bouřlivce, jehož plocha nad nádrží měří 87,97 km². Průměrný roční úhrn srážek v oblasti je 746 mm a průměrný roční průtok potoka dosahuje 978 l/s. Retenční účinek nádrže dokáže snížit kulminační průtok 100leté vody z 87,7 m³/s na 81,5 m³/s) a rekreační rybolov.
| N             | 1   | 5    | 10   | 50   | 100  |
| ------------- | --- | ---- | ---- | ---- | ---- |
| Průtok (m³/s) | 4,2 | 13,0 | 21,0 | 54,0 | 80,0 |